# Jackson Withrow
Jackson Withrow, né le 7 juillet 1993 à Omaha, est un joueur de tennis américain, professionnel depuis 2016.
Il a remporté dix titres sur le circuit ATP.

## Carrière
Ce spécialiste du double, passé professionnel après avoir suivi des études universitaires, a disputé son premier match sur le circuit senior lors de l'US Open 2011 où il reçoit une invitation pour participer à l'épreuve de double avec Jack Sock. Il a la particularité de n'avoir presque jamais disputé de tournois en simple et ne possède pas de classement ATP dans cette discipline. Associé à Austin Krajicek, il décroche son premier succès en Challenger à Maui en janvier 2017. Il s'impose ensuite à Morelos, Gatineau et Granby.
Finaliste à l'Open d'Equateur début 2018, il remporte son premier titre ATP à Delray Beach deux semaines plus tard puis enchaîne par un nouveau succès au Challenger d'Indian Wells.
Il réalise sa meilleure performance dans un tournoi du Grand Chelem en 2019 à l'US Open où, associé à son compatriote Jack Sock, il atteint les quarts de finale. Le duo est battu par la paire britannique Jamie Murray et Neal Skupski en trois sets, après avoir remporté le premier (4-6, 6-1, 7-64).
En 2023, avec Nathaniel Lammons, il atteint trois finales en janvier et février, puis s'impose en juillet à Newport et Atlanta, en août à Winston-Salem et en octobre à Astana. Les deux Américains atteignent également les quarts de finale à Wimbledon et à l'US Open.
En 2024, le binôme remporte les tournois de Bois-le-Duc, d'Atlanta, de Washington et de Winston-Salem.

## Palmarès

### Titres en double messieurs
| No | Date       | Nom et lieu du tournoi                 | Catégorie | Dotation    | Surface      | Partenaire        | Finalistes                         | Score             |          |
| -- | ---------- | -------------------------------------- | --------- | ----------- | ------------ | ----------------- | ---------------------------------- | ----------------- | -------- |
| 1  | 19-02-2018 | Delray Beach Open Delray Beach         | ATP 250   | 556 010 $   | Dur (ext.)   | Jack Sock         | Nicholas Monroe John-Patrick Smith | 4-6, 6-4, [10-8]  | Parcours |
| 2  | 19-09-2022 | San Diego Open San Diego               | ATP 250   | 612 000 $   | Dur (ext.)   | Nathaniel Lammons | Jason Kubler Luke Saville          | 7-65, 6-2         | Parcours |
| 3  | 17-07-2023 | Infosys Hall of Fame Open Newport (RI) | ATP 250   | 642 735 $   | Gazon (ext.) | Nathaniel Lammons | William Blumberg Max Purcell       | 6-3, 5-7, [10-5]  | Parcours |
| 4  | 24-07-2023 | Atlanta Open Atlanta                   | ATP 250   | 737 170 $   | Dur (ext.)   | Nathaniel Lammons | Max Purcell Jordan Thompson        | 7-63, 7-64        | Parcours |
| 5  | 20-08-2023 | Winston-Salem Open Winston-Salem       | ATP 250   | 760 930 $   | Dur (ext.)   | Nathaniel Lammons | Lloyd Glasspool Neal Skupski       | 6-3, 6-4          | Parcours |
| 6  | 27-09-2023 | Astana Open Astana                     | ATP 250   | 1 017 850 $ | Dur (int.)   | Nathaniel Lammons | Mate Pavić John Peers              | 7-64, 7-67        | Parcours |
| 7  | 10-06-2024 | Libéma Open Bois-le-Duc                | ATP 250   | 690 135 €   | Gazon (ext.) | Nathaniel Lammons | Wesley Koolhof Nikola Mektić       | 7-65, 7-63        | Parcours |
| 8  | 22-07-2024 | Atlanta Open Atlanta                   | ATP 250   | 756 020 $   | Dur (ext.)   | Nathaniel Lammons | André Göransson Sem Verbeek        | 4-6, 6-4, [12-10] | Parcours |
| 9  | 29-07-2024 | Mubadala Citi DC Open Washington       | ATP 500   | 2 100 230 $ | Dur (ext.)   | Nathaniel Lammons | Rafael Matos Marcelo Melo          | 7-5, 6-3          | Parcours |
| 10 | 18-08-2024 | Winston-Salem Open Winston-Salem       | ATP 250   | 779 780 $   | Dur (ext.)   | Nathaniel Lammons | Julian Cash Robert Galloway        | 6-4, 6-3          | Parcours |

### Finales en double messieurs
| No | Date       | Nom et lieu du tournoi                               | Catégorie | Dotation    | Surface      | Vainqueurs                            | Partenaire        | Score             |          |
| -- | ---------- | ---------------------------------------------------- | --------- | ----------- | ------------ | ------------------------------------- | ----------------- | ----------------- | -------- |
| 1  | 05-02-2018 | Ecuador Open Quito                                   | ATP 250   | 501 345 $   | Terre (ext.) | Hans Podlipnik-Castillo Nicolás Jarry | Austin Krajicek   | 7-66, 6-3         | Parcours |
| 2  | 10-10-2022 | Gijon Open Gijón                                     | ATP 250   | 612 000 €   | Dur (int.)   | Máximo González Andrés Molteni        | Nathaniel Lammons | 6-7, 7-64, [10-5] | Parcours |
| 3  | 09-01-2023 | ASB Classic Auckland                                 | ATP 250   | 642 735 $   | Dur (ext.)   | Nikola Mektić Mate Pavić              | Nathaniel Lammons | 6-4, 65-7, [10-6] | Parcours |
| 4  | 06-02-2023 | Dallas Open Dallas                                   | ATP 250   | 737 170 $   | Dur (int.)   | Jamie Murray Michael Venus            | Nathaniel Lammons | 1-6, 7-64, [10-7] | Parcours |
| 5  | 27-02-2023 | Abierto Mexicano Telcel presentado por HSBC Acapulco | ATP 500   | 2 013 940 $ | Dur (ext.)   | Alexander Erler Lucas Miedler         | Nathaniel Lammons | 7-69, 7-63        | Parcours |
| 6  | 20-09-2023 | Huafa Properties Zhuhai Championships Zhuhai         | ATP 250   | 981 785 $   | Dur (ext.)   | Jamie Murray Michael Venus            | Nathaniel Lammons | 6-4, 6-4          | Parcours |
| 7  | 23-10-2023 | Erste Bank Open Vienne                               | ATP 500   | 2 409 835 € | Dur (int.)   | Rajeev Ram Joe Salisbury              | Nathaniel Lammons | 6-4, 5-7, [12-10] | Parcours |

## Parcours dans les tournois duGrand Chelem

### En double messieurs
| Année | Open d'Australie                                                                       | Open d'Australie                                                                             | Internationaux de France                                                            | Internationaux de France                                                         | Wimbledon                                                                             | Wimbledon                                                                     | US Open                                                                        | US Open |
| ----- | -------------------------------------------------------------------------------------- | -------------------------------------------------------------------------------------------- | ----------------------------------------------------------------------------------- | -------------------------------------------------------------------------------- | ------------------------------------------------------------------------------------- | ----------------------------------------------------------------------------- | ------------------------------------------------------------------------------ | ------- |
| 2011  | —                                                                                      | —                                                                                            | —                                                                                   | —                                                                                | —                                                                                     | —                                                                             | 1er tour (1/32) J. Sock \|\| style="text-align:left;" \| M. Knowles X. Malisse |         |
|       |                                                                                        |                                                                                              |                                                                                     |                                                                                  |                                                                                       |                                                                               |                                                                                |         |
| 2017  | —                                                                                      | —                                                                                            | —                                                                                   | —                                                                                | —                                                                                     | —                                                                             | 2e tour (1/16) A. Krajicek \|\| style="text-align:left;" \| O. Marach M. Pavić |         |
| 2018  | —                                                                                      | —                                                                                            | 1er tour (1/32) H. Podlipnik \|\| style="text-align:left;" \| I. Dodig R. Ram       | 1er tour (1/32) F. Tiafoe \|\| style="text-align:left;" \| L. Broady S. Clayton  | 2e tour (1/16) M. Ebden \|\| style="text-align:left;" \| R. Bopanna É. Roger-Vasselin |                                                                               |                                                                                |         |
| 2019  | 1/8 de finale Jack Sock \|\| style="text-align:left;" \| R. Harrison S. Querrey        | —                                                                                            | —                                                                                   | —                                                                                | —                                                                                     | 1/4 de finale Jack Sock \|\| style="text-align:left;" \| J. Murray N. Skupski |                                                                                |         |
| 2020  | 2e tour (1/16) T. Sandgren \|\| style="text-align:left;" \| R. Ram J. Salisbury        | 1er tour (1/32) F. Tiafoe \|\| style="text-align:left;" \| A. Mannarino B. Paire             | Annulé                                                                              | Annulé                                                                           | 1/8 de finale J. Sock \|\| style="text-align:left;" \| M. Pavić B. Soares             |                                                                               |                                                                                |         |
| 2021  | —                                                                                      | —                                                                                            | 1er tour (1/32) A. Bedene \|\| style="text-align:left;" \| D. Köpfer E. Ruusuvuori  | 1er tour (1/32) N. Lammons \|\| style="text-align:left;" \| Ł. Kubot M. Melo     | 2e tour (1/16) N. Lammons \|\| style="text-align:left;" \| R. Berankis B. Paire       |                                                                               |                                                                                |         |
| 2022  | 2e tour (1/16) N. Lammons \|\| style="text-align:left;" \| J. Kubler C. O'Connell      | 1/8 de finale J. O'Mara \|\| style="text-align:left;" \| M. Granollers H. Zeballos           | 2e tour (1/16) J. Vliegen \|\| style="text-align:left;" \| M. Ebden M. Purcell      | 2e tour (1/16) N. Lammons \|\| style="text-align:left;" \| W. Koolhof N. Skupski |                                                                                       |                                                                               |                                                                                |         |
| 2023  | 1er tour (1/32) N. Lammons \|\| style="text-align:left;" \| L. Glasspool H. Heliövaara | 1er tour (1/32) N. Lammons \|\| style="text-align:left;" \| A. Nedovyesov M. Á. Reyes-Varela | 1/4 de finale N. Lammons \|\| style="text-align:left;" \| M. Granollers H. Zeballos | 1/4 de finale N. Lammons \|\| style="text-align:left;" \| R. Bopanna M. Ebden    |                                                                                       |                                                                               |                                                                                |         |
| 2024  | 1/8 de finale N. Lammons \|\| style="text-align:left;" \| M. González A. Molteni       | 1er tour (1/32) N. Lammons \|\| style="text-align:left;" \| M. Guinard G. Jacq               | 1/8 de finale N. Lammons \|\| style="text-align:left;" \| K. Krawietz T. Pütz       | —                                                                                | —                                                                                     |                                                                               |                                                                                |         |

N.B. : le nom du partenaire se trouve sous le résultat ; les noms des ultimes adversaires se trouvent à droite.

### En double mixte
| Année | Open d'Australie                                                                    | Open d'Australie                                                                   | Internationaux de France                                                           | Internationaux de France                                                        | Wimbledon | Wimbledon                                                                        | US Open                                                                              | US Open |
| ----- | ----------------------------------------------------------------------------------- | ---------------------------------------------------------------------------------- | ---------------------------------------------------------------------------------- | ------------------------------------------------------------------------------- | --------- | -------------------------------------------------------------------------------- | ------------------------------------------------------------------------------------ | ------- |
| 2017  | —                                                                                   | —                                                                                  | —                                                                                  | —                                                                               | —         | —                                                                                | 1er tour (1/16) N. Melichar \|\| style="text-align:left;" \| An. Rodionova O. Marach |         |
|       |                                                                                     |                                                                                    |                                                                                    |                                                                                 |           |                                                                                  |                                                                                      |         |
| 2019  | —                                                                                   | —                                                                                  | —                                                                                  | —                                                                               | —         | —                                                                                | 2e tour (1/8) Hayley Carter \|\| style="text-align:left;" \| G. Dabrowski Mate Pavić |         |
|       |                                                                                     |                                                                                    |                                                                                    |                                                                                 |           |                                                                                  |                                                                                      |         |
| 2021  | —                                                                                   | —                                                                                  | —                                                                                  | —                                                                               | —         | —                                                                                | 1er tour (1/16) A. Muhammad \|\| style="text-align:left;" \| G. Olmos M. Arévalo     |         |
| 2022  | —                                                                                   | —                                                                                  | —                                                                                  | —                                                                               | —         | —                                                                                | 2e tour (1/8) B. Pera \|\| style="text-align:left;" \| S. Hunter John Peers          |         |
| 2023  | —                                                                                   | —                                                                                  | 1er tour (1/16) E. Shibahara \|\| style="text-align:left;" \| L. Kichenok M. Ebden | —                                                                               | —         | 1er tour (1/16) A. Muhammad \|\| style="text-align:left;" \| A. Krueger E. Quinn |                                                                                      |         |
| 2024  | 1er tour (1/16) E. Routliffe \|\| style="text-align:left;" \| A. Sutjiadi M. Venus  | 1er tour (1/16) A. Sutjiadi \|\| style="text-align:left;" \| U. Eikeri M. González | 2e tour (1/8) A. Sutjiadi \|\| style="text-align:left;" \| E. Shibahara N. Lammons | 2e tour (1/8) A. Parks \|\| style="text-align:left;" \| T.C. Grant A. Kovacevic |           |                                                                                  |                                                                                      |         |
| 2025  | 1/4 de finale I. Khromacheva \|\| style="text-align:left;" \| O. Nicholls H. Patten | 1er tour (1/16) A. Panova \|\| style="text-align:left;" \| O. Nicholls H. Patten   | 1/4 de finale I. Khromacheva \|\| style="text-align:left;" \| T. Babos M. Pavić    | —                                                                               | —         |                                                                                  |                                                                                      |         |

N.B. : le nom de la partenaire se trouve sous le résultat ; les noms des ultimes adversaires se trouvent à droite.

## Classement ATP en fin de saison
| Année          | 2016 | 2017 | 2018 | 2019 | 2020 | 2021 | 2022 | 2023 |
| Rang en double | 456  | 109  | 88   | 67   | 82   | 89   | 50   | 22   |

Source : (en) Classements de Jackson Withrow sur le site officiel de la Fédération internationale de tennis